# CKVU-DT
CKVU-DT（チャンネル10）は、カナダ・ブリティッシュコロンビア州バンクーバーにあるテレビ局で、Citytvネットワークの西海岸の旗艦局である。オムニ・テレビジョン加盟局のCHNM-DT（チャンネル42）と並んで、ネットワークの親会社であるロジャーズ・スポーツ&メディアが直営している。両方の放送局は、バンクーバーのプレザント山地区にあるウエスト・セカンド・アベニューとコロンビア・ストリート（フォールス・クリークの近く）の角にあるスタジオを共有している一方、CKVU-DTの送信所は、ノースバンクーバーの地区自治体にあるシーモア山の頂上にあり、追加の送信所リンク施設はダウンタウン・バンクーバーにあるセンチュリー・プラザ・ホテルの屋上にある。

## 歴史
CKVUの歴史は、ウエスタン・アプローチズ株式会社（Western Approaches Ltd.）がカナダ・ラジオテレビ通信委員会（CRTC）からバンクーバー市場で3番目のテレビ局ライセンスを授与された1975年に遡る。他の申請者とは異なり、チャンネル10と26の両方を申請していたウエスタン・アプローチズは、ビクトリアでテレビ局に使用するCBCの計画に敬意を表して、CRTCがメインのチャンネル10の割り当てを認めなかったという混沌とした手続きから生まれた。1978年の予算削減のため、その放送局は開局しなかった。当初、UHFチャンネル26で放送するように割り当てられていたが、開始前に代わりにチャンネル21が割り当てられた（CBCは既に、チャンネル26を使用してRadio-Canada加盟局のCBUFTを開始することを計画していた）。1976年9月1日に放送を開始し、バンクーバーで最初にUHF帯で送信した放送局だった。さらに、CKVUはケーブルチャンネル13で放送され、この割り当ては今日まで維持されている。運用の最初の年で、CKVUは300万ドル以上を失った。
1979年、損益分岐点に近づいていた。また、当時はローカル番組が不足していたため、CRTCの監視下にあった。CRTCによると、CKVUは独自のニュース番組を制作せず、代わりにグローバルテレビジョンネットワークからオンタリオ州に焦点を当てたニュース番組を中継していた。同年、エドモントンのCITVの所有者であるチャールズ・アラード（Charles Allard）は、彼の会社であるアラーコム（Allarcom）を通じてCKVUの普通株式5%と優先株式 7%を購入した。キャンウエスト・ブロードキャスティングの子会社であるキャンウエスト・パシフィック（Canwest Pacific）は、ウエスタン・アプローチズに400万ドルを融資し、アラーコムからの買収の試みを阻止できるようにした。3年後、キャンウエストはさらに800万ドルをウエスタン・アプローチズに貸し付け、局の負債を減らし、キャンウエストがCKVUでウエスタン・アプローチズの株式を購入するオプションを持つことを条件とした。
1984年、ウエスタン・アプローチズはチャンネル21からチャンネル10に移動することを申請したが、CBCビクトリアの計画が失敗した後、チャンネルは空いたままだった。特にケーブル受信地がソルトスプリング島のCKVUの送信所と同じ場所にあったため、より強力なチャンネル10信号（サービスをさらに18万3,000人にサービスを拡張する）の可能性について懸念が生じ、シアトル及びチャンネル9のKCTS-TVを対象としたケーブル・アンテナ受信機器を圧倒した。CRTCは、CKVUがケーブルシステムに受信設定を変更する時間を与えるという条件で、1985年2月にチャンネルの変更を承認した。1986年9月6日にチャンネル10に移行し、最初のアプリケーションが作成されてから10年以上経って、チャンネルがブリティッシュコロンビア州南西部で使用されるようになった。カナダのデジタルテレビ移行の一環として2011年8月31日に閉鎖されるまで、ソルトスプリング島の非常に高い場所から送信されたCKVUのアナログ信号は、ブリティッシュコロンビア州南西部とワシントン州北西部の大部分、及びシアトル北部の一部の地域で受信できた。このアナログ送信所は、バンクーバーとビクトリアにサービスを提供する2台のUHF送信所に置き換えられ、どちらも全体的な視聴範囲エリアは縮小されたが、これらの特定の大都市圏への視聴範囲は改善された。また、コートネイの西に位置する再放送送信所CKVU-TV-1を維持しており、バンクーバー島北部で地上波受信されている。

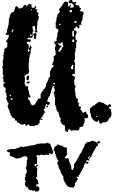
1990年から1997年まで使用された「U.TV」のロゴ。ニュース放送は、この時期に『U.News』として知られていた。グローバルとして使用されているロゴについては、グローバルテレビジョンネットワークの記事を参照のこと。

1985年12月6日、キャンウエストは、CRTCの承認を条件として、CKVUの支配権を購入したと発表した。ウエスタン・アプローチズは売却を阻止するために法廷に出廷し、その結果、ウエスタン・アプローズ、アラーコム、キャンウエストの間で数年にわたる紛争が発生した。1987年6月19日、ブリティッシュコロンビア州最高裁判所は、CRTCの承認を条件として、ウエスタン・アプローチズにCKVUの所有権をキャンウエストに売却するよう命じた。売却が承認され、他の全ての法的問題が解決されると、キャンウエストはCKVUの100%の所有権と管理権を獲得した。その後、キャンウエストの他の独立局やオンタリオ州のグローバルネットワークと番組を共有し始めた。1990年、CKVUとキャンウエストの他の独立局は、「キャンウエスト・グローバル・システム（Canwest Global System）」として知られるようになった。
キャンウエストの所有下で、「U.TV」にブランド変更され、視聴者と収益が増加した。以前は「CKVU-13」と「VU13」（両方とも放送局のケーブルチャンネルを指す）と、より簡単に「CKVU」コールレターのブランド名で呼ばれていた。1997年8月18日、キャンウエストは全ての放送局からよりローカライズされたブランディングを削除し、オンタリオ州外のキャンウエスト・グローバル・システム所有局へのネットワークの完全な拡張の一環として、それらをグローバルテレビジョンネットワークとして再ブランド化した。したがって、「U.TV」ブランドで7年間を過ごした後、「Global Vancouver（グローバル・バンクーバー）」としてブランド変更された。

### Citytvへの移行
2000年、キャンウエストは、バンクーバーのCHAN-TV（チャンネル8）とビクトリアのCHEK-TV（チャンネル6）を含むウェスタン・インターナショナル・コミュニケーションズのテレビ権を取得した。 CRTCは、キャンウエストがCKVUを売却することを条件に、2000年7月6日に購入を承認した。CRTCはさらに、同年12月21日にキャンウエストの子会社であるCKVUサブ株式会社（CKVU Sub Inc.）に譲渡することを承認し、会社が買い手を探している間、CKVUをブラインドトラストに置いた。実際、キャンウエストは、特にブリティッシュコロンビア州での放送範囲を拡大するために、WICのテレビ権益を買収していた。CHAN（「BCTV」ブランドで州内で長い間知られている）は、過去30年間の大半でブリティッシュコロンビア州の支配的な放送局であり、州全体で100を超える送信所を誇っていた。対照的に、CKVUは、ブリティッシュコロンビア州の南西象限のみをカバーする3つの送信所のみを運用していた。
CHUMリミテッドは2001年7月26日にCKVUサブ株式会社を1億7,500万ドルで買収することをCRTCに申請し、同社の主力局であるトロントのCITY-TVと同様の形式を使用して、Citytv加盟局にすることを意図していた。CHUMは、7年間にわたって、ブリティッシュコロンビア州を拠点とする独立制作に803万ドル、ローカルニュースと情報番組に595万ドル、地元の文化、社会政策、人材育成に137万ドルを費やすことを計画した。

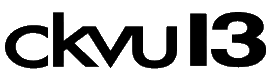
2001年から2002年までの独立局としての短い期間中、コールサインとローワーメインランドでのケーブル割り当てにちなんで付けられた「ckvu13」として知られていた。

9月1日にCTVとのCHANの契約が満了した時に、大規模なネットワークシャッフルが発生した。現在、キャンウエストの所有下にあるCHANは、所属をCTVからグローバルに切り替えた。これにより、 バトン・ブロードキャスティングが所有する独立局であるCIVT（チャンネル32）はCTV直営局となり、「ckvu13」としてブランド変更された。CKVUは、切り替え直後にCHUM提供の番組の放送を開始したが、局は売却の規制当局の承認を待って信頼を維持していた。CHUMは、2001年10月15日にCKVUサブ株式会社の買収に関してCRTCの承認を得た。CHUMは「NewNet」システムの一部であるビクトリア州のCIVI（チャンネル53）を所有していたため、CRTCは大規模市場のツインスティックに通常のライセンス条件を課した。CKVUは、CIVIで放映される番組の10%以上を放映することを禁止され、ニュース放送は個別に管理する必要があった。

### Citytv Vancouverとして
2002年7月22日6:00（太平洋時間）、「ckvu13」ブランドを廃止し、カナダで2番目のCitytvブランド（「Citytv Vancouver」として）を使用するテレビ局となり、実質的にCitytvをテレビシステムに変えた。ブランド変更直後に新しい朝の番組（CITY-TV のフォーマットに基づく『ブレックファスト・テレビジョン』）が開始され、18:00と23:00のニュース番組は同じ日に『CityPulse』にブランド変更された（後に2005年に『CityNews』に改名された）。
2006年7月、ベル・グローブメディア（後にCTVグローブメディア、現：ベル・メディアとして知られる）は、CHUMリミテッドとその資産（CKVUと他の4つのCitytv加盟局を含む）を買収した。2007年6月8日に、CTVグローブメディアがCHUMのCitytv加盟局（CKVUを含む）を別の買い手に売却することを条件に、この買収はCRTCによって承認された。ロジャーズ・コミュニケーションズは、3日後に5つのCitytv加盟局を購入する意向を発表した。この取引は9月28日にCRTCによって承認され、ロジャーズによる買収は同年10月31日に完了した。
2008年10月25日、コートネイの南西にある再放送送信所で火災が発生し、アナログ放送局のチャンネル5の地上波信号が失われた。それ以来、放送は行われておらず、送信所を交換するのか、単にライセンスから完全に削除するのかは現在のところ不明である。CBCテレビジョンO&OのCBUT（チャンネル2）も同じ場所で送信所を運用していた。その後、CRTCが2011年10月12日に承認した、コートネイサイトの送信所のライセンスを取り消す申請書を提出した。この申請書は、火災で破壊された送信サイトを再建しないという決定が下されたことに留意した。
2012年12月、Citytvシステムは放送中のプロモーションで「City Television」と呼ばれるようになったが、Citytvのブランドはまだプロモーションや画面上のロゴのバグで頻繁に使用されていた。同時に、CKVU（及びシステム全体）のウェブサイトと放送中のグラフィックは「City」の名前で段階的に使用され、事実上「City Vancouver」として再ブランド化した。同年12月31日、「City New Year's Bash」の放送と同時に、新しいCityブランディングが開始された。「Citytv」の名前は2018年に復活した。

## ニュース運用

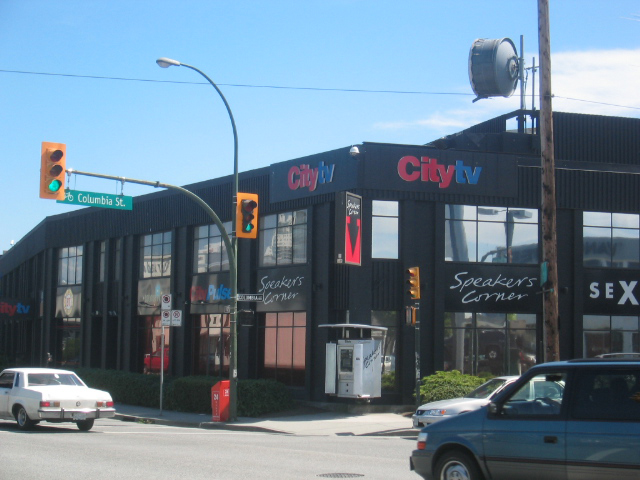
ブリティッシュコロンビア州バンクーバーの西2番街180番地にあるCKVUのスタジオ

CKVUは現在、『CityNews』ブランドの2時間の夜間ニュース番組で構成され、毎週14時間の地元で制作されたニュース番組を放送している。
ニュース運用は、長年にわたって様々なブランディングを使用していた。1980年代には『VU13 News』として、1990年代の大半では『U News』として知られていた（この期間中、当時アメリカで普及していた「24時間ニュースソース（24-Hour News Source）」形式を使用して、1時間ごとのニュース更新を実行した）。1997年のグローバルへのブランド変更により、これは『U News』が『Global News（グローバルニュース）』になったことを意味した。局の売却と独立した状態への転換後、一時的な『CKVU News』の名前が採用された。これは、2002年7月にCitytvとしてリニューアルされた『CityPulse』に取って代わられた。『CityPulse』は2005年までに『CityNews』として知られるようになった。
ベル・グローブメディアによるCHUMリミテッドの買収が発表された後、2006年7月にCKVUのニュース運用は大幅に変更された。18:00と23:00のニュース放送は完全に終了され、朝の番組『ブレックファスト・テレビジョン』は3時間から4時間に延長された。
2010年1月19日、ロジャーズ・コミュニケーションズはCKVUで6人の従業員を解雇すると発表した。人員削減により、地元で制作された番組『ランチ・テレビジョン（Lunch Television）』と『CityNews List』も終了され、『ブレックファスト・テレビジョン』は4時間から3時間に短縮された。後者は最終的に2011年9月に3時間半に拡張された。
2017年6月5日、ロジャーズは、Citytv直営局のニュース番組を全国的に復活させる一環として、2018年初めにバンクーバーで18:00と23:00のローカルニュース番組『CityNews』を再開すると発表した。2018年9月3日に新しい番組が開始された。
2019年9月5日、ロジャーズはCKVUの4人の従業員を解雇し、『ブレックファスト・テレビジョン』を同年9月23日まで休止した。この時点で、ローカルコンテンツと、トロントで制作された全国的なエンターテイメント及びライフスタイルコーナーの混合で構成されている同番組は新しいハイブリッド形式で再開された。
2020年11月17日、ロジャーズ・スポーツ&メディアは、バンクーバーでの『ブレックファスト・テレビジョン』の終了を含め、全国の人員削減を課した。

### 注目の元スタッフ
- ビバリー・マフッド（英語版） - ホスト（2003年 - 2005年、CMTカナダ（英語版）の旗艦番組『CMTセントラル（CMT Central）』の共同ホスト）
- モニカ・デオル（英語版） - アンカー（2002年 - 2003年）、現：化粧品会社のオーナー/創設者、作家
- フィオナ・フォーブス（英語版） - 『ブレックファスト・テレビジョン』（2002年 - 2003年）
- ジェニファー・マザー（英語版） - アンカー（1998年 - 2002年）、現：CTVニュースチャンネル（英語版）
- クリスティーナ・マティシッチ（英語版） - リポーター/アンカー（1994年 - 1999年）、『ザ・ショッピング・バッグ（英語版）』のホストを務め、現：『アナ&クリスティーナの買い物袋（英語版）』『アナ&クリスティーナのビューティ・コール（英語版）』のホストを務める。
- ダン・オトゥール（英語版） - アンカー/リポーター（2001年 - 2002年）、現：TSNの『スポーツセンター（英語版）』の共同ホスト、FOXスポーツ1の『FOXスポーツ・ライブ（Fox Sports Live）』の共同ホスト
- デイビッド・キンケイド（英語版） - アンカー/リポーター（1983年 - 2004年）、後にCTVブリティッシュコロンビア（2004年 - 2010年）で引退
- シミ・サラ（英語版） - 『ブレックファスト・テレビジョン』レポーター/アンカー/『CityCooks』ホスト（1993年 - 2008年）、現：Global News Radio 980 CKNW（英語版）
- ジョディ・ヴァンス（英語版） - （2012年 - 2016年）共同ホスト・ニュースアンカー、ラウンドハウス・ラジオCIRH-FM（英語版）（2017年 - 2018年）正午のホスト
- アンナ・ウォールナー（英語版） - リポーター/アンカー（1994年 - 1999年）、『ザ・ショッピング・バッグ（英語版）』のホストを務め、現：『アナ&クリスティーナの買い物袋（英語版）』『アナ&クリスティーナのビューティ・コール（英語版）』をホストを務めている。

## 技術情報

### サブチャンネル
| チャンネル | 解像度 | アスペクト比 | ショートネーム | 番組編成                 |
| ---------- | ------ | ------------ | -------------- | ------------------------ |
| 10.1       | 1080i  | 16:9         | CKVU-DT        | メインCKVU-DT番組/Citytv |

### アナログからデジタルへの変換
2010年2月23日、CKVUはCRTCからデジタル送信所をソルトスプリング島の既存のアナログ送信所サイトからではなく、シーモア山から放送する承認を受けた。この送信所は、バンクーバーとフレーザーバレー地域の信号範囲を改善したが、ビクトリアでの受信は減少した。デジタル信号は、同年3月2日に開局された。
CRTCが指定した強制市場のカナダのテレビ局がアナログからデジタル放送に移行した公式の日付である2011年8月31日に、VHFチャンネル10でのアナログ信号を停止した。局のデジタル信号は、移行前のUHFチャンネル47から移行後のチャンネル33（以前はバンクーバーに拠点を置くCTV O&OのCIVT-DTの移行前のデジタルチャンネルとして機能していた）に移された。PSIPを使用することで、デジタルテレビ受信機はCKVU-DTの仮想チャンネルをアナログ時代のVHFチャンネル10として表示する。
CKVU は、2011年8月31日に、CRTC によって承認されたビクトリア州の新しい送信所から放送することにより、デジタル信号の放送範囲を改善した。ビクトリアとシーモア山のデジタル送信所は、以前はチャンネル10のアナログ送信所でカバーされていた放送範囲エリアの大部分を置き換え、バンクーバーとビクトリアの大都市圏内のカバレッジを改善した。

### 送信所
| 放送局    | 放送地域免許 | 送信所の種類 | チャンネル       | ERP      | HAAT               | 送信所座標                                                        |
| --------- | ------------ | ------------ | ---------------- | -------- | ------------------ | ----------------------------------------------------------------- |
| CKVU-DT-2 | ビクトリア   | デジタル     | 27（UHF）仮想:27 | 2.75 kw  | 99.6m              | 北緯44度52分4秒 西経79度35分41秒 / 北緯44.86778度 西経79.59472度  |
| CJWM-TV   | ウィスラー   | アナログ     | 21（UHF）        | 0.001 kw | N/A（1710.6m ASL） | 北緯44度26分44秒 西経78度31分59秒 / 北緯44.44556度 西経78.53306度 |